# Wojskowa Rada Sprawiedliwości i Demokracji
Wojskowa Rada Sprawiedliwości i Demokracji (arab. المجلس العسكري للعدالة والديمقراطية al-madżlis al-’askarī li-l-’adāla wa-d-dīmuqrātīja, fr. Conseil militaire pour la justice et la démocratie) − nazwa junty wojskowej, która 3 sierpnia 2005 przejęła władzę na 2 lata w Mauretanii twierdząc, że „siły wojskowe i siły bezpieczeństwa podjęły jednogłośną decyzję o zakończeniu totalitarnych praktyk obalonego reżimu, przez który ludzie cierpieli od wielu lat”. Zamach stanu odbył się istotnie przy poparciu społeczeństwa Mauretanii i nie doprowadził do pogorszenia nastrojów społecznych ani bezpieczeństwa w kraju. Sam obalony prezydent Maawija uld Sid’Ahmad Taja przebywał w tym czasie za granicą. Po przejęciu władzy junta zapowiedziała przygotowanie gruntu pod wprowadzenie instytucji demokratycznych. Zgodnie z tą zapowiedzią 25 marca 2007 roku odbyły się nowe wybory prezydenckie. Nie mieli w nich prawa startować członkowie Rady. Wybory wygrał Sidi uld Szajch Abdallahi, a jego zaprzysiężenie odbyło się 19 kwietnia 2007. Junta złożyła wówczas władzę. Przeciwnicy nowo wybranego prezydenta twierdzą jednak, że junta była aktywnie zaangażowana w jego kampanię wyborczą.

## Członkowie
1. pułkownik Ili uld Muhammad Fal (arab. إعلي ولد محمد فال fr. Ely Ould Mohamed Vall) - przewodniczący,
2. pułkownik Abd ar-Rahman uld Bubakar (arab. عبد الرحمن ولد بو بكر fr. Abderrahmane Ould Boubacar),
3. pułkownik Muhammad uld Abd al-Aziz (arab. محمد عبد العزيز fr. Mohamed Abdel Aziz),
4. pułkownik Muhammad uld asz-Szajch Muhammad Ahmad (arab. محمد ولد الشيخ محمد أحمد fr. Mohamed Ould Cheikh Mohamed Ahmed]),
5. pułkownik Ahmad uld Bakrin (arab. أحمد ولد بكرين fr. Ahmed Ould Bekrine),
6. pułkownik Sughu al-Hassan (arab. سوغو الحسن fr. Sogho Alassane),
7. pułkownik Ghulam uld Muhammad (arab. غلام ولد محمد fr. Ghoulam Ould Mohamed),
8. pułkownik Sidi Muhammad uld asz-Szajch al-Alam (arab. سيدي محمد ولد الشيخ العالم fr. Sidi Mohamed Ould Cheikh El Alem),
9. pułkownik Nagri Filiks (arab. نغري فليكس fr. Negri Felix),
10. pułkownik Muhammad uld Makkat (arab. محمد ولد مكت fr. Mohamed Ould Meguett),
11. pułkownik Muhammad uld Muhammad Aznaki (arab. محمد ولد محمد ازناكي fr. Mohamed Ould Mohamed Znagui),
12. pułkownik Kan Hamidin (arab. كان حامدين fr. Kane Hamedine),
13. pułkownik Muhammad uld Abdi (arab. محمد ولد عبدي fr. Mohamed Ould Abdi),
14. pułkownik Ahmad uld Amin (arab. أحمد ولد آمين fr. Ahmed Ould Ameine),
15. pułkownik At-Talib Mustafa uld asz-Szajch (arab. الطالب مصطفى ولد الشيخ fr. Taleb Mustafa Ould Cheikh),
16. pułkownik Muhammad asz-Szajch uld Muhammad al-Amin (arab. محمد الشيخ ولد محمد الأمين fr. Mohamed Cheikh Ould Mohamed Lemine),
17. pułkownik Isalku wuld asz-Szajch al-Wali (arab. إسلك ولد الشيخ الولي fr. Isselkou Ould Cheikh El Wely).